# Poney rustique canadien
Le Poney rustique canadien est une race de poney récente, originaire de l'Ouest du Canada. Issue de croisements entre le Welsh mountain, l'Arabe et le cheval de Heck, elle est caractérisée par sa couleur de robe primitive et sa crinière partiellement dressée. Cette race rare est peu connue hors de son pays d'origine. 

## Histoire
Il constitue la première race de chevaux développée sur le sol canadien, dans l'Ouest du pays, à la surprise de ses sélectionneurs qui n'avaient pas anticipé ce succès. Ses ancêtres sont le Welsh mountain, l'Arabe, et un Tarpan reconstitué, dit cheval de Heck, importé depuis le zoo d'Atlanta ou le zoo de Munich. La race résulte d'un élevage sélectif pratiqué sur une vingtaine d'années à partir de la fin des années 1980. La race a ensuite été sélectionnée sur son aptitude à vivre sous le rude climat de l'Ouest canadien, ainsi que sur sa couleur de robe avec gène Dun. 
La Canadian Rustic Pony Association est fondée le 23 janvier 1989. En septembre de la même année, 72 poneys sont enregistrés dans le stud-book.

## Description
CAB International indique une taille (2016) allant de 1,24 m à 1,37 m, tandis que Hendricks (université devl'Oklahoma) et le guide Delachaux citent de 1,27 m à 1,37 m. Le poids va de 250 à 352 kg environ.
La race est typée Arabe, avec une apparence primitive. La tête, de profil rectiligne ou concave (convexe selon le guide Delachaux, ce que dément Hendricks), est dotée d'un museau étroit, de mâchoires larges et proéminentes, de larges naseaux, de grands yeux, et surmontée de petites oreilles. Elle est attachée à une encolure épaisse, de longueur moyenne, légèrement arquée. Les épaules et le passage de sangle sont épais. Le dos est court et solide. La croupe est légèrement inclinée, les membres sont solides, terminés par des sabots durs. La crinière a la particularité d'être partiellement dressée,.
La couleur de robe est caractérisée par la présence du gène Dun (robes isabelle, louvet ou souris), avec des zébrures aux membres et une raie de mulet ; les autres robes, bai et gris notamment, sont plus rares,,.
D'après Hendricks, la composition génétique de la race est à 25 % Tarpan reconstitué, 37,5 % Arabe et 37,5 % Welsh mountain.
La race est réputée douce et rustique, nécessitant très peu sur le plan alimentaire. Les étalons et les jument sont réputés plus protecteurs que chez d'autres races. Ses actions sont fluides et rapides à toutes les allures, particulièrement au trot.

## Utilisations
Ces poneys sont employés à l'attelage, pour des courses attelées, des exhibitions, et gardés comme animaux de compagnie familiaux. Grâce à leur bon coup de saut, ils font des montures appréciées des enfants.

## Diffusion de l'élevage
Cette race canadienne originaire du Manitoba et du Saskatchewan est rare, vraisemblablement à petits effectifs.